# Centre de détention de Kaechon
Le centre de détention de Kaechon (Hangeul: 개천 제14호 관리소, également épelé Kaech’ŏn or Gaecheon) est un camp de travail en Corée du Nord pour les prisonniers politiques. Le nom officiel est kwanliso no 14 (colonie de travail pénale). Il ne doit pas être confondu avec le camp de concentration de Kaechon (Kyohwaso no 1), localisé à vingt kilomètres au nord-ouest.

## Emplacement
Le camp, créé vers 1959, est situé dans l’arrondissement de Kaechon, dans la province du Pyongan du Sud, en Corée du Nord. Il est situé le long de la rivière Taedong, qui forme la limite sud du camp, et inclut également les montagnes au nord de la rivière, telles que Purok-San. Le centre de détention de Bukchang (Kwanliso no 18) longe la rive sud de la rivière Taedong.

## Description
L'emprisonnement au camp de détention de Kaechon est à perpétuité sans aucune possibilité de libération. Les prisonniers sont contraints au travail forcé jusqu'à leur mort Les gens considérés comme dangereux politiquement et leurs familles y sont déportés sans aucun jugement et y vivent totalement isolés de l'extérieur.
Le camp a une superficie d'environ 155 km2. D'après le U.S. Committee for Human Rights in North Korea, un think-tank conservateur américain, il comprend des baraquements surpeuplés séparés pour les hommes, les femmes et les enfants, avec des bâtiments pour l'administration et les gardiens. Un total d'environ 15 000 prisonniers vivent dans le camp.
L'objectif principal du camp d'internement de Kaechon est de garder les personnes politiquement peu fiables classées « irrécupérables » à l'écart de la société, et de les exploiter par les travaux forcés. Ce travail est effectué dans les mines et les fermes avec des moyens primitifs.

## Situation humanitaire
Tel que rapporté par des témoins, les prisonniers ont à faire, à partir de 5 h 30 du matin jusqu'à minuit, un travail très dur et dangereux dans les mines et autres lieux de travail. Même les enfants de onze ans doivent travailler après l'école et ne peuvent voir leurs parents que rarement. Les rations alimentaires sont très faibles, composées de choux salé et de maïs, de sorte que les prisonniers sont très maigres et faibles. Beaucoup d'entre eux meurent de sous-alimentation, maladies, accidents du travail et des séquelles de la torture. De nombreux prisonniers finissent par manger des rats, serpents, insectes et des grenouilles pour survivre. La chair des rats est consommée afin de prévenir la pellagre, une maladie commune dans le camp liée à une carence en vitamine B3 et en tryptophane.
Shin Dong-hyuk a témoigné des violations des droits de l'homme qui lui ont été infligées ou dont il a été témoin dans le camp de Kaechon.
- Quand sa mère et son frère ont tenté de s'enfuir, Shin a été jeté dans une petite cellule souterraine où il est impossible de se tenir debout ou de se coucher, et il y est resté et a été torturé pendant huit mois[9].
- Shin a décrit comment, à l'âge de quatorze ans, il a été complètement dépouillé, ses jambes ligotées et les mains liées, et suspendu au plafond de sa cellule. Ses tortionnaires ont ensuite allumé un feu de charbon de bois sous son dos et ont enfoncé un crochet dans sa peau pour l'empêcher de se débattre[10]. Il garde encore un certain nombre de grandes cicatrices de la chair brûlée et de nombreux autres abus[11].
- Plus tard Shin a été forcé de regarder l'exécution de sa mère Hye-kyong Chang par pendaison et celle de son frère Ha Shin-kun par un peloton d'exécution[12],[13].
- Lorsqu'il fit tomber une machine à coudre alors qu'il travaillait dans une fabrique de vêtements, Shin eut le majeur coupé par le contremaître en guise de punition[14].
- Shin a assisté à des dizaines d'exécutions publiques chaque année[1]. Un autre prisonnier, Kim Yong, a assisté à environ vingt-cinq exécutions dans sa section du camp en moins de deux ans[15].
- Shin a vu une fillette de six ans de son école battue à mort pour avoir volé cinq graines de maïs[1].
- Lorsque Shin avait douze ans, il a été séparé de sa mère et rarement autorisé à la voir. Au lieu d'aller à l'école, les enfants ont eu à faire toutes sortes de travaux physiques, y compris le désherbage, la récolte, le transport du fumier[9].
- Entre treize et seize ans, Shin fut forcé de faire de dangereux travaux de construction et il vit beaucoup d'autres enfants y laisser leur vie. Parfois, ce sont quatre ou cinq enfants qui mouraient dans une seule journée. Ce fut même un jour huit personnes qui moururent dans un accident[9].
- La cousine de Shin a été violée par des gardiens de prison et est morte plus tard. Quand la mère de sa cousine s'est plainte, elle a disparu et n'a jamais été revue[16].
- Shin a vu des gardes donner à douze autres prisonniers de l'eau toxique pour se laver. Ils sont tombés gravement malades en une semaine et ont disparu[16].
- Lorsque Shin s'est échappé à travers la clôture électrique à haute tension qui entoure le camp, son ami Park Yong-chul qui l'accompagnait s'est électrocuté[1].

## Prisonniers ayant témoigné
- Kim Young (1995–1996 à Kaechon, plus tard à Bukchang) a été emprisonné, lorsque sa relation cachée avec son père et son frère a été découverte. Tous deux avaient été exécutés en tant qu'espions américains[6].
- Shin Dong-hyuk (né Shin In-geun)[1] (1982–2005 à Kaechon) est né dans le camp. Son père a été emprisonné parce que deux de ses frères avaient fait défection en Corée du Sud pendant la Guerre de Corée[1],[17].

## Pour en savoir plus
- Blaine Harden (trad. de l'anglais par Dominique Letellier), Rescapé du Camp 14 : De l'enfer nord-coréen à la liberté [« Escape from Camp 14: One Man's Remarkable Odyssey from North Korea to Freedom in the West »], Paris, Belfond, 2012, 288 p. (ISBN 978-2-7144-4968-9)